# 富山県道251号本保福岡線
富山県道251号本保福岡線（とやまけんどう251ごう ほんぼふくおかせん）とは、富山県高岡市内を通る一般県道（富山県道）である。

## 概要
- 始点：富山県高岡市本保72（＝富山県道252号戸出高岡線交点）
- 終点：富山県高岡市福岡町下蓑字古苗代2361の4（＝中島町交差点・国道8号交点）

## 接続道路
- 富山県道252号戸出高岡線（高岡市本保、始点）
- 富山県道66号高岡砺波線（高岡市今市）
- 富山県道66号高岡砺波線（高岡市今市）
- 富山県道259号北高木立野線（高岡市上開発）
- 富山県道259号北高木立野線（高岡市上開発）
- 国道8号（高岡市福岡町下蓑・中島町交差点：終点）

## 重複区間
- 富山県道66号高岡砺波線（高岡市今市地内）
- 富山県道259号北高木立野線（高岡市上開発地内）

## 周辺
- 能越自動車道 福岡パーキングエリア
- 鉄道機器 富山工場
- いなほ化工 富山工場
- あいの風とやま鉄道線 福岡駅
- 福岡ショッピングプラザタピス